# Olca-Paruma
Olca-Paruma je název vulkanického komplexu, sestávajícího z několika stratovulkánů. Nachází se v centrální Bolívii, blízko hranic s Chile. Komplex je tvořen převážně andezity a dacity, jeho vývoj je datován do pleistocénu. Mladší vulkanické struktury se nacházejí na svazích stratovulkánu Cerro Olca Sur, ležícího mezi dvěma staršími, pleistocenními vulkány Cerro Michincha a Cerro Paruma. Nejmladší člen komplexu Volcán Paruma jeví neustálou fumarolickou aktivitu. Jediná aktivita komplexu (s nezjištěným centrem erupce) se odehrála v letech 1865 až 1867.